# Barbara legnicka
Barbara legnicka (ur. między 1372 a 1384, zm. 9 maja 1436) – księżniczka legnicka z dynastii Piastów.
Była córką księcia legnickiego Ruperta I i Jadwigi żagańskiej (wcześniej żony Kazimierza III Wielkiego). 6 marca 1396 roku wyszła za mąż za elektora saskiego Rudolfa III, z którym miała czworo dzieci:
- Rudolfa (zm. 1406),
- Wacława (zm. 1407),
- Zygmunta (zm. 1407),
- Barbarę (1405–1465), żonę margrabiego brandenburskiego Jana IV Hohenzollerna zwanego Alchemikiem (1406–1464).

Została pochowana w kościele franciszkańskim w Wittenberdze.